# تحليل أنظمة بيئية
تحليل الأنظمة البيئية طريقة منهجية ومبنية على الأنظمة لوصف الأفعال البشرية المؤثرة على البيئة الطبيعية لدعم القرارات والأفعال الموجهة نحو المشاكل البيئية الحالية أو المرتقبة. تدرس آثار أنواع مختلفة من الأشياء تتراوح من المشاريع والبرامج والسياسات إلى المنظمات والمنتجات. يغطي تحليل الأنظمة البيئية عائلةً من أدوات وطرق التقييم البيئي، تشمل تقييم دورة الحياة، وتحليل التدفق المادي، وتحليل تدفق المواد، وتقييم الأثر البيئي، بالإضافة إلى أدوات وطرق أخرى.

## نظرة عامة
تهدف دراسات تحليل الأنظمة البيئية إلى وصف التداعيات البيئية للنشاطات البشرية المعرفة. هذه النشاطات فعالة غالبًا عن طريق استخدام تقنيات مختلفة تحول تدفقات المادة والطاقة أو عن طريق التغيير (غير) المباشر للأنظمة البيئية (مثلًا عن طريق تغيير استخدام الأرض، أو الممارسات الزراعية، أو التحطيب، ...إلخ)، ما يؤدي إلى آثار بيئية غير مرغوبة في مساحة محددة جغرافيًّا بشكل محدد -إلى حدٍّ ما- وزمن، يتراوح من محلي إلى عالمي. الأساس للإجراءات التحليلية المستخدمة في دراسات تحليل الأنظمة البيئية هو إدراك تدفقات المادة والطاقة المرافقة للسلاسل العادية التي تربط النشاطات البشرية بالتغيرات المناخية المعنية. تركز بعض الطرق على أجزاء مختلفة أو جوانب مختلفة من تدفقات الطاقة/المادة أو السلاسل العادية، حيث تتعامل نماذج التدفق كتحليل التدفق المادي أو تقييم دورة الحياة إلى حد ما مع التدفقات الاجتماعية المتحكم بها من البشر في حين ترتبط تقييمات المخاطر البيئية على سبيل المثال بفك ارتباط السلاسل السببية البيئية. اقترح تقسيم دراسات تحليل الأنظمة البيئية بين المقاربات «الكاملة» و«النسبية». يغطي الوضع الكامل تدفقات المادة والطاقة المعرفة والعمليات المرافقة لها المؤدية إلى الآثار البيئية. في حين تبنى المقاربة النسبية من جهتها على تحليل العمليات المطلوبة لتحقيق هدف ما كالوظيفة التي يؤديها المنتج. دمج الطرق (مثلًا دمج طريقة تحليل دورة الحياة مع طريقة تقييم المخاطر البيئية) هو أيضًا موضوع دراسة.
يمكن تصنيف الطرق إلى مقاربات إجرائية ومقاربات تحليلية. تركز الطرق الإجرائية منها (كتقييم الأثر البيئي أو التقييم البيئي الاستراتيجي) على العملية المحيطة بالتحليل، في حين تصب الطرق التحليلية (كتقييم دورة الحياة وتحليل التدفق المادي) تركيزها الأساسي على الجوانب التقنية للتحليل، ويمكن استخدامها كأجزاء من الطرق الإجرائية. فيما يخص الآثار المدروسة، تغطي القضايا البيئية كلًّا من آثار استخدام الموارد الطبيعية والآثار البيئية الأخرى كتلك الناتجة مثلًا عن انبعاث المواد الكيميائية أو العوامل الأخرى. بالإضافة إلى ذلك فإن دراسات تحليل الأنظمة البيئية يمكنها أن تغطي حسابات اقتصادية أو أن تكون مبنية عليها (حساب كلفة دورة الحياة، تحليل الكلفة –المنفعة، تحليل الدخل– الخرج، أنظمة للحسابات الاقتصادية والبيئية)، أو دراسة الجوانب الاجتماعية. تميز مواضيع الدراسة بتصنيفها ضمن خمس فئات. وهي المشاريع والسياسات والخطط، والمناطق أو الأمم، والشركات والمنظمات الأخرى، والمنتجات والوظائف، والمواد.
إضافة إلى ذلك فإن دراسات تحليل الأنظمة البيئية غالبًا ما تستخدم لدعم عملية صنع القرار ومن المعروف أن سياق القرار يتغير ومن المهم أخذه بعين الاعتبار. هذا يخص، على سبيل المثال، أن النشاطات التجارية يمكن أن تكون متعلقة بطرق مختلفة بالمنتجات والأشياء الأخرى المدروسة في تحليل الأنظمة البيئية.